# Гирло Варти (національний парк)

Логотип парку

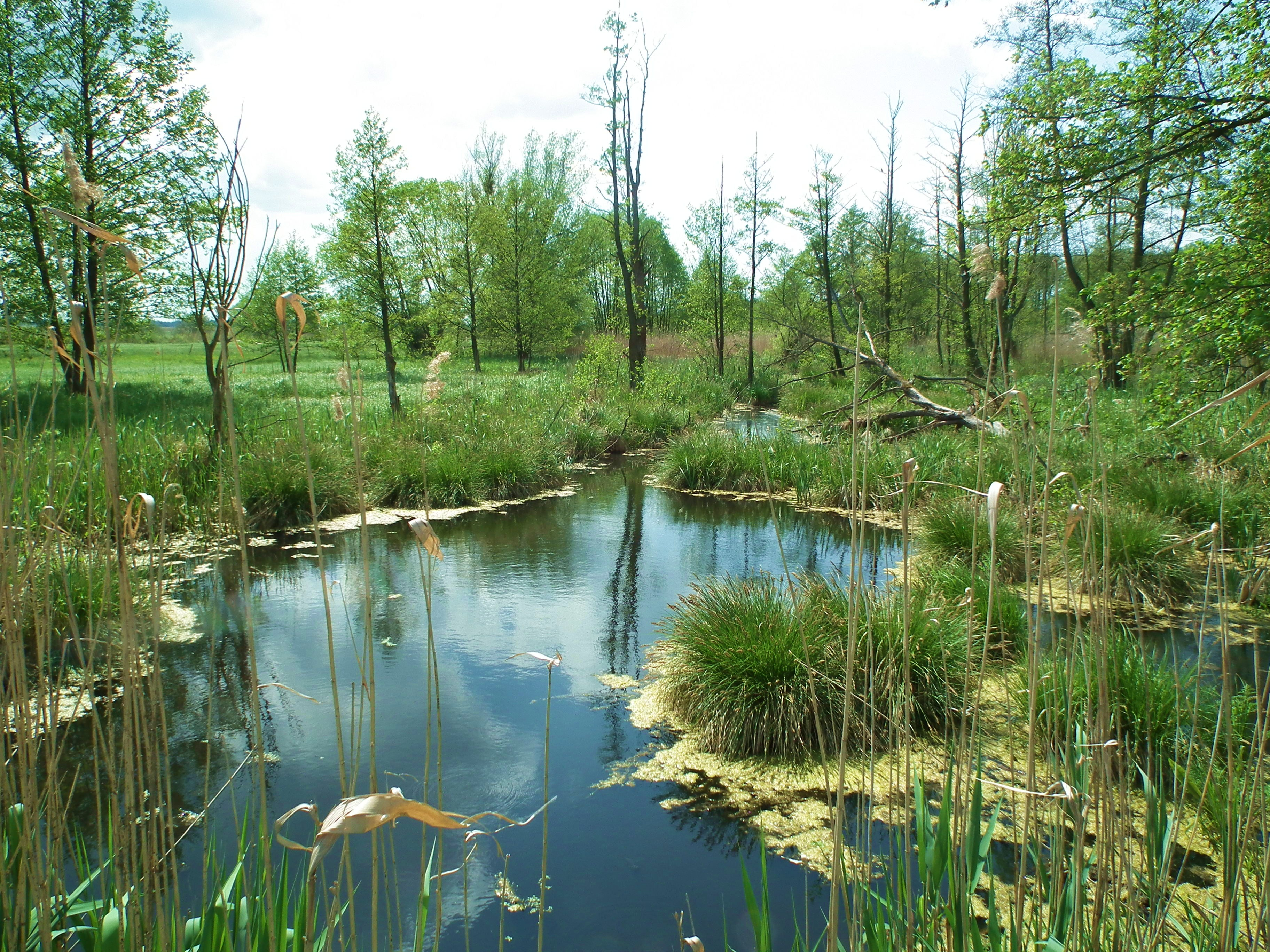

Національний парк «Гирло Варти» (пол. Park Narodowy Ujście Warty) — один з 23 національних парків  Польщі. Створений 19 червня 2001 р., що робить його наймолодшим парком країни. Розташований в Любуському воєводстві, в нижній течії річки Варта, недалеко від її впадіння в Одру, на польсько-німецькому кордоні. Площа парку становить 80,38 км².
Річка Варта, ділиться тут на 2 рукави. Південна частина парку являє собою заливні луки, тут щорічні коливання рівня води досягають 4 м, утворюючи сезонні озера. У північній частині розташовано кілька каналів, відокремлених від Варти дамбами, що утворюють польдер. Тут підтримується стабільний рівень води.
Це одна з небагатьох річкових долин Європи, що не постраждала від антропогенних змін. Сучасний ландшафт парку - це мозаїка луків, пасовищ і територій, зарослих осокою та очеретом. Такий характер рослинних угруповань характерний для долин великих низовинних річок в аграрних регіонах. Залишки первинної рослинності представлені чагарниками з верболозів та окремими віковими вербами і тополями.

## Рослинність
У парку зростає близько 500 видів судинних рослин, в тому числі рідкісні, що охороняються національним законодавством Польщі: зозульки м'ясо-червоні, зозулині сльози яйцеподібні, дягель лікарський, вужачка звичайна, сальвінія плаваюча, жовтеці водяний та волосолистий. Також трапляються види, що перебувають під частковою охороною: латаття біле, глечики жовті, крушина ламка, калина звичайна та регіонально рідкісні види: молочай болотяний, жовтозілля болотне, рдесник Фріса.
Водно-болотна та лучна рослинність представлена такими видами: ряска мала, та горбата, завитка ряснокоренева, смикавець бурий, сухоцвіт багновий, ситник ропуховий, гірчак перцевий, череда трироздільна, лобода червона, очеретянка звичайна, лепешняк великий, осока гостра, водяний хрін земноводний, коронарія зозуляча, калюжниця болотяна, сідач коноплевий, гадючник в'язолистий. Також трапляються ділянки заболочених вільхово-яснево-вербових лісів. На підвищених ділянках зростають степові види: срібна трава сива, армерія покутська.
Відповідно до  Директиви 92/43/ЄС «Про збереження природних оселищ та видів природної фауни і флори» у Парку охороняються такі види оселищ: 
| Код  | Тип оселища | Площа, га |
| ---- | --- | --------- |
| 3150 | Природні евтрофні озера з рослинністю типу Magnopotamion або Hydrocharition                                                                             | 233.08    |
| 3260 | Водотоки від рівнинних до монтанних поясів з рослинністю Ranunculion fluitantis та Callitricho-Batrachion                                               | 3.33      |
| 3270 | Мулисті береги річок з рослинністю Chenopodion rubri p.p. та Bidention p.p                                                                              | 632.65    |
| 6120 | Трав'яні угруповання на сухих карбонатних пісках | 33.3      |
| 6210 | Напівприродні лучні степи, остепнені луки й чагарникові зарості на вапнякових субстратах (Festuco-Brometalia) (оселища, важливі для орхідних) p         | 99.89     |
| 6430 | Гідрофільні прибережні зарості високотравних угруповань рівнин і від монтанного до альпійського висотних поясів                                         | 66.59     |
| 6440 | Заплавні луки річкових долин Cnidion dubii | 432.87    |
| 6510 | Низинні викошувані луки (Alopecurus pratensis, Sanguisorba officinalis)                                                                                 | 83.24     |
| 9170 | Дубово-грабові ліси Galio-Carpinetum | 66.59     |
| 91E0 | Заплавні ліси з Alnus glutinosa та Fraxinus excelsior (Alno-Padion, Alnion incanae, Salicion albae)                                                     | 832.44    |
| 91F0 | Прибережні мішані ліси з Quercus robur, Ulmus laevis та Ulmus minor, Fraxinus excelsior або Fraxinus angustifolia вздовж великих рік (Ulmenion minoris) | 3.33      |

## Тваринний світ

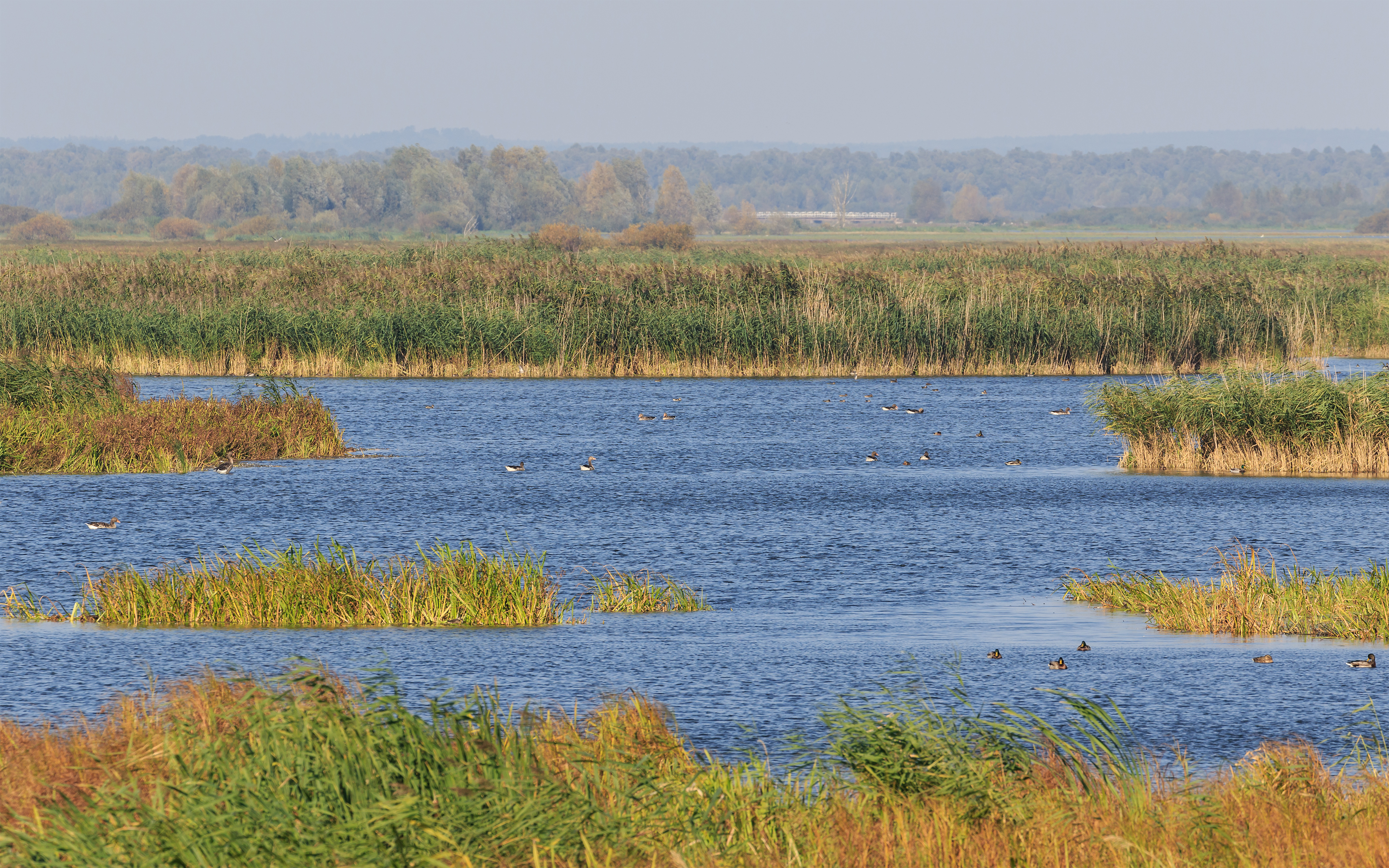

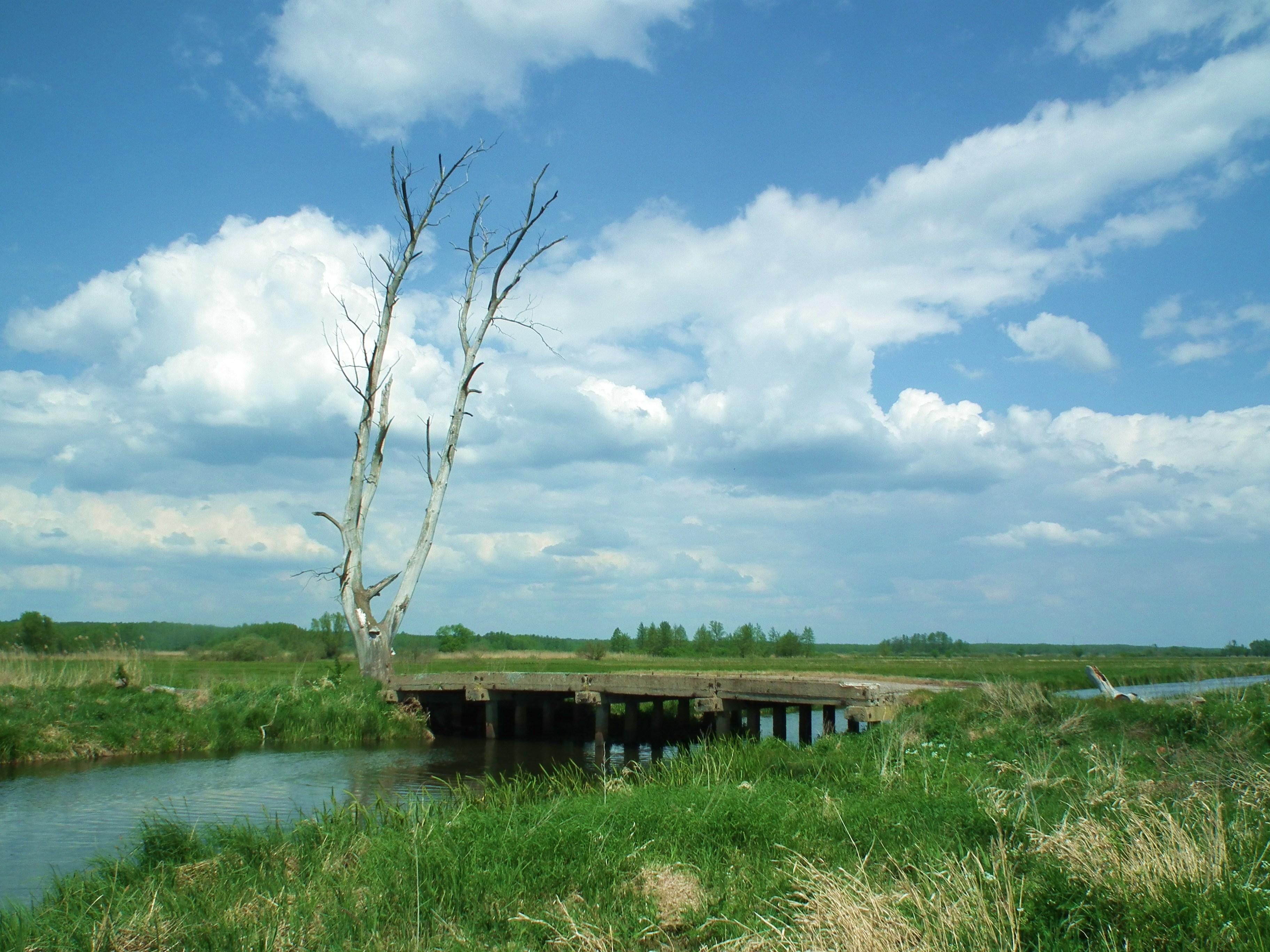

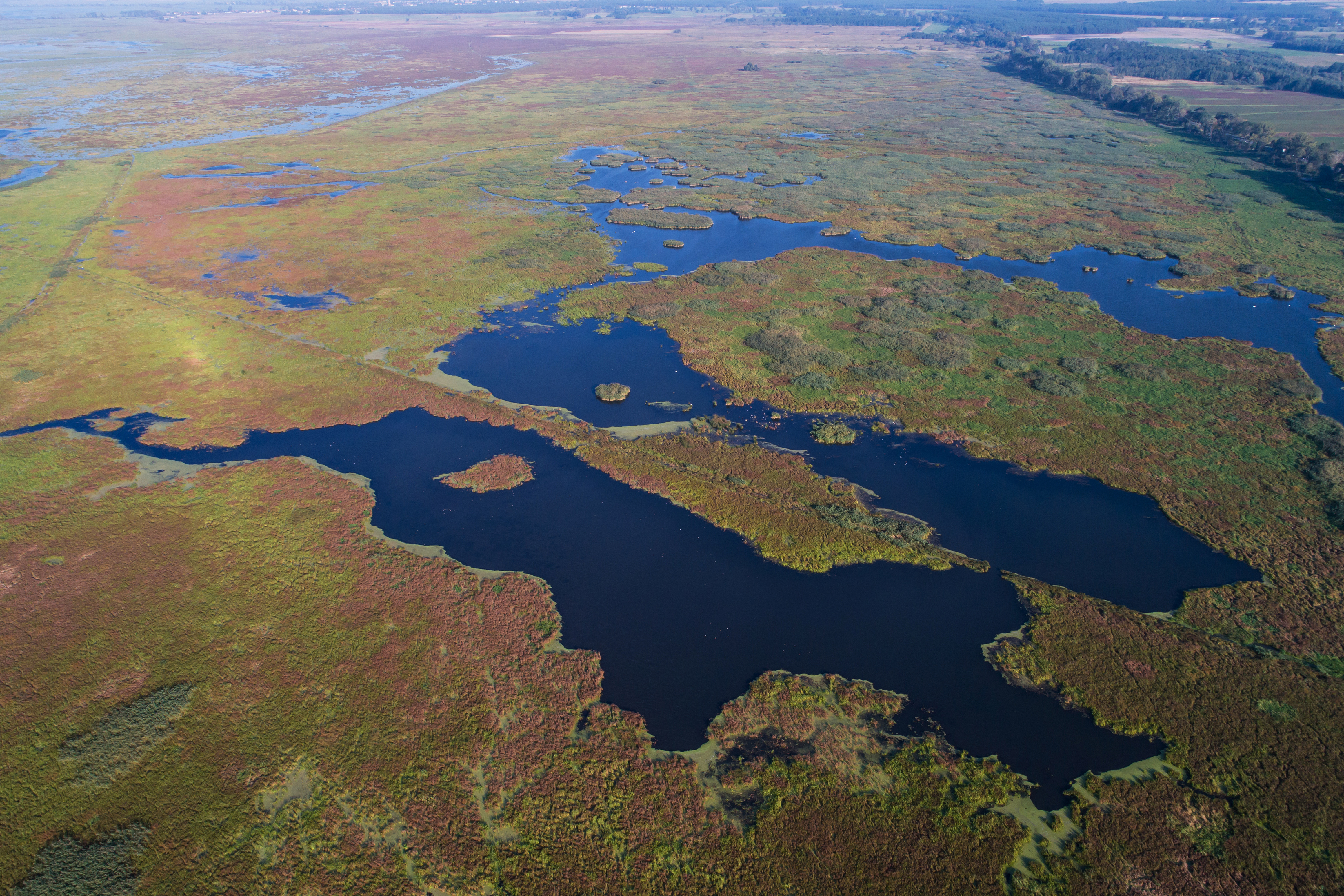

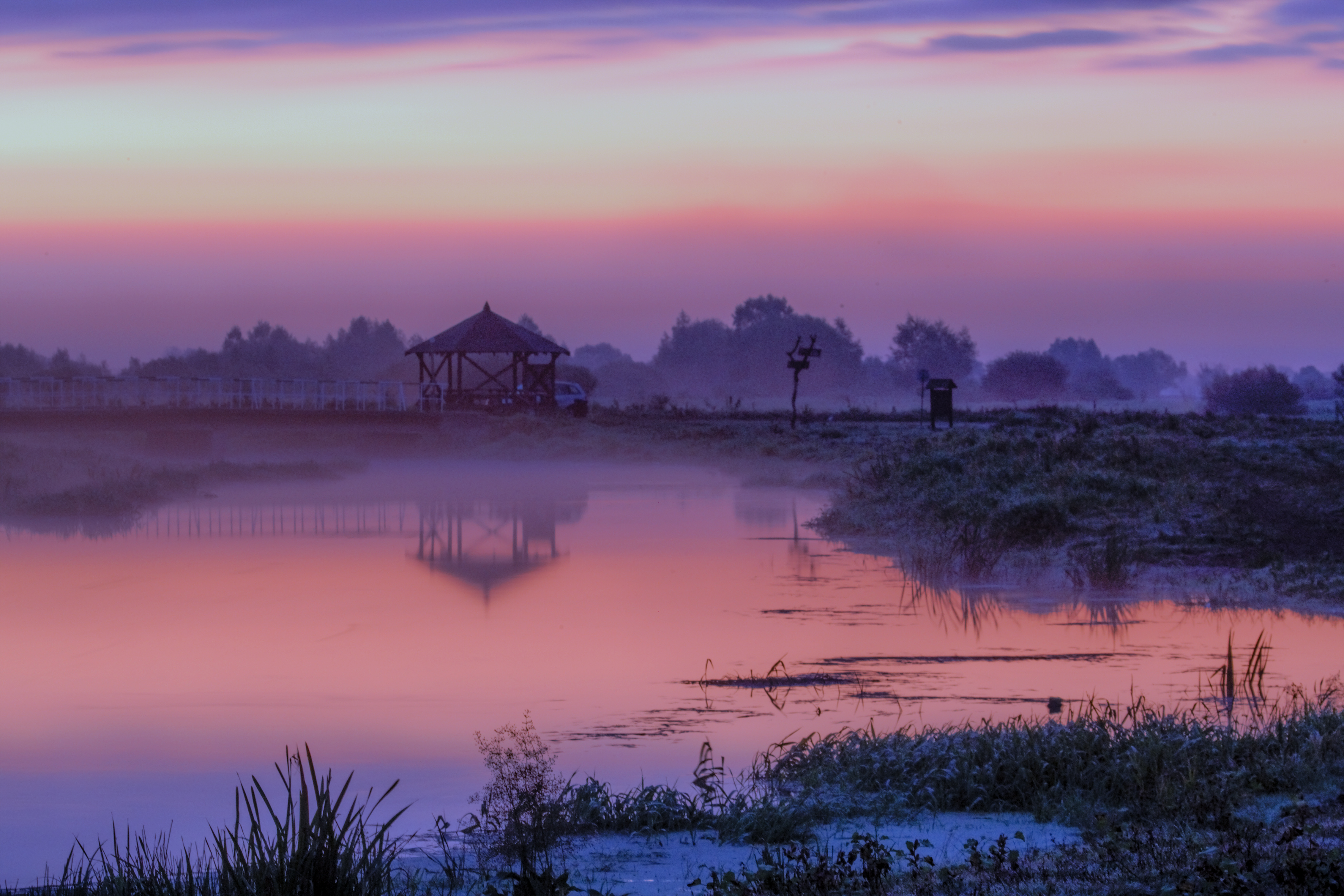

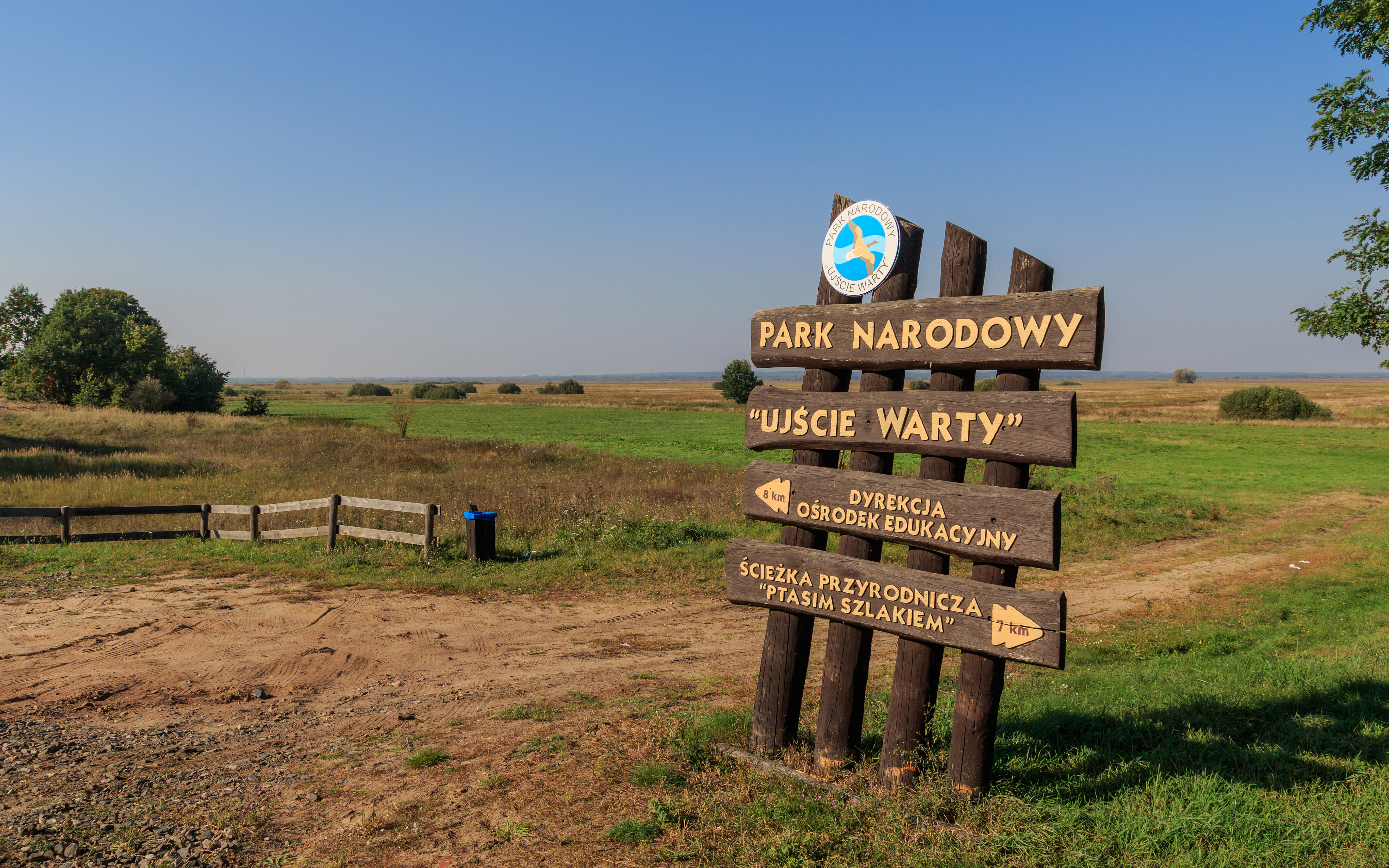

У парку трапляються види комах, що охороняються Оселищною директивою ЄС: вусач дубовий великий західний, бабка двокольорова, дукачик непарний, офіогомфус Цецилія, жук-самітник.
Характер місцевості парку зумовлює багатство іхтіофауни, тут нараховується 35 видів риб. Найчисленнішою є родина коропових: лящ, плоскирка, плітка звичайна, карась звичайний. Водяться хижі риби: окунь, судак, сомоподібні, на піщаному кам'янистому дні мешкає минь річковий. Рідкісні види риб, що перебувають під охороною - щипавка звичайна, слиж європейський, вівсянка, в'юн, рибець звичайний, осетрові, білизна звичайна, бабець європейський, мінога річкова, мінога струмкова, гірчак європейський, пічкур білоперий, у сезон розмноження трапляється лосось атлантичний. 
У парку мешкає 11 видів земноводних: жаби трав'яна, гостроморда, озерна, їстівна, ставкова, ропухи звичайна, зелена, очеретяна, кумка червоночерева, часничниця звичайна, тритон гребінчастий, рептилії представлені вужем звичайним, веретільницею ламкою та ящіркою прудкою.        
Територія парку — один з головних притулків птахів у Польщі та всій Європі. Тут зафіксовано 270 видів птахів, 170 з яких гніздяться. Деякі з них занесені до Червоної книги Польщі: бугайчик, галагаз, чирянка мала, мартин малий, кульон великий.

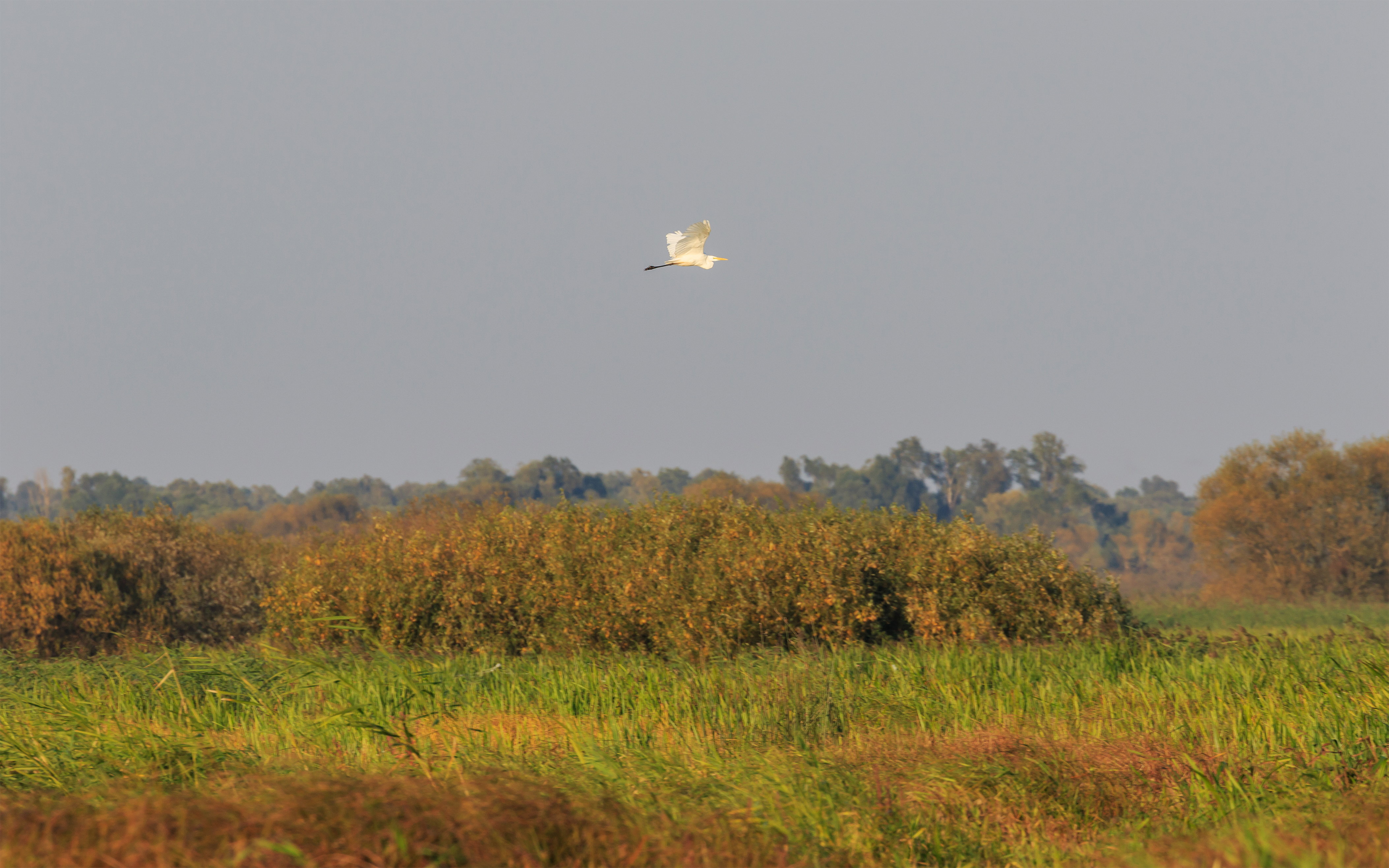

Парк входить до складу природоохоронної мережі ЄС Natura 2000 та водно-болотних угідь міжнародного значення, що охороняються Рамсарською конвенцією. Тут мешкають 64 із 190 видів птахів, що охороняються Пташиною директивою ЄС, з них гніздові: бугай, квак, деркач, погонич звичайний, крячок чорний, крячок малий, очеретянка прудка; мігруючі: сивка звичайна, лунь польовий; зимуючі: лебідь-кликун та лебідь чорнодзьобий. Також трапляються рибалочка блакитний, щеврик польовий, підорлик малий, дятел середній, жовна чорна, вівсянка садова, жайворонок лісовий. 
Дуже важливою групою птахів для парку є сивкові, чисельність яких сильно скоротилась останніх кілька років у Польщі та Європі через втрату середовищ існування. Заповідний режим парку створює для них сприятливе середовище. Тут, зокрема, гніздяться грицик великий, пісочник малий, а також дуже рідкісні кулик-сорока, кулик-довгоніг, погонич малий, баранець великий та звичайний. Численними є крячки: білощокий, річковий, білокрилий та колонії мартинів: звичайного, сизого, сріблястого, середземноморського. Під час міграцій зупиняються коловодник болотяний, чорний, великий брижач. 
Інша важлива група птахів - гусеподібні. Під час осінніх міграцій у парку налічується 60-80 тисяч гусей, найбільш поширений гуменник є символом Парку. Також зупиняються гуска мала та білолоба, казарки білощока, червоновола, чорна та канадська. Тут гніздиться 250-500 пар сірої гуски, а також численні лебідь-шипун, крижень, нерозень, широконіска, чернь чубата, попелюх, гоголь, рідше трапляються чирянка мала та велика, шилохвіст, свищ, галагаз, крех великий. У Парку розповсюджені пірникозові: пірникози велика, сірощока, мала та чорношия, 10% польської популяції якої мешкає у Парку. Також численні бакланові та лелекові: чапля сіра, чепура велика, чапля єгипетська, чапля жовта, а також дуже рідкісні лелека чорний та чепура мала, трапляються пастушок та погонич малий.
Найбільш поширений вид соколових - лунь очеретяний (близько 10 пар), також трапляються канюк, шуліка рудий, шуліка чорний, яструб, боривітер, сокіл, орлан-білохвіст, скопа. Нічні хижаки представлені совою вухатою, сипухою та совою болотяною. Із горобцеподібних птахів на території Парку найбільш цінними та рідкісними є: сорокопуд терновий, синьошийка, кропив'янка рябогруда, синиця вусата, чечевиця звичайна, сорокопуд сірий, ремез, соловейко західний, соловейко східний. Журавлеподібні представлені лискою та журавлем сірим. 
Крім того, тут мешкає 34 види ссавців, спосіб життя деяких з них тісно пов'язаний з водним середовищем: рясоніжка велика, бобер європейський, ондатра, видра річкова, візон річковий, ракун звичайний, тхір лісовий. Мозаїка лучних та чагарникових ландшафтів дає прихисток копитним тваринам: олень благородний (150 особин), сарна європейська (450 особин), свиня дика (300-400 особин), а також дрібним гризунам: мідиця звичайна, шапарка сибірська, житник пасистий та хижакам: лисиця звичайна, єнот уссурійський, куниця лісова, куниця кам'яна, горностай, ласиця мала. У парку також водяться кажани: широковух звичайний, нічниця довговуха, нічниця велика.